# NGC 4615
NGC 4615 este o interacting galaxies⁠(d) situată în constelația Părul Berenicei. A fost descoperită în 9 mai 1864 de către Heinrich Louis d'Arrest. Se află la o distanță de 67,2 de megaparseci de Pământ.